# NGC 3650
NGC 3650 é uma galáxia espiral (Sb) localizada na direcção da constelação de Leo. Possui uma declinação de +20° 42' 17" e uma ascensão recta de 11 horas, 22 minutos e 35,4 segundos.
A galáxia NGC 3650 foi descoberta em 5 de Maio de 1886 por Lewis A. Swift.